# Pedro Irastorza Ayerbe
Pedro Irastorza Ayerbe (22 d'abril de 1918 - 1991) va ser un futbolista basc que jugava com a defensa a la Real Sociedad. És conegut sobretot per ser el tercer jugador més jove de la història de la primera divisió, ja que va participar en un partit de lliga amb la Societat el 1934 als 15 anys.

## Biografia
Nascut a Zaldibia, Guipúscoa, Irastorza va començar la seva carrera futbolística a les categories inferiors del seu club local, la Real Sociedad, que va passar a anomenar-se Donostia Club de Futbol el 1931 amb l'arribada de la Segona República Espanyola.
Irastorza va debutar oficialment en competició amb el primer equip a la jornada 14 de la Lliga 1933–34, com a titular en una derrota per 4-0 contra el FC Barcelona al Camp de Les Corts el 4 de febrer de 1934, i, en fer-ho, a l'edat de 15 anys i 288 dies, no només es va convertir en el jugador més jove de la història del club (un rècord que encara ostenta), sinó també en el més jove de la llavors curta història de la Lliga, convertint-se en el primer jugador sub-16 a jugar a la màxima categoria espanyola. Va mantenir aquest rècord durant només cinc anys, fins que el va batre Sansón, que va debutar el 1939, amb 15 anys i 255 dies. Irastorza és actualment el tercer jugador més jove de la màxima categoria espanyola, superant per només un dia el quart classificat, Óscar Ramón, que també va debutar a casa del FC Barcelona, i també en una derrota per 4-0. L'entrenador del Donostia, Harry Lowe, va decidir fer aquest debut a Irastorza perquè havia quedat impressionat per les seves actuacions a les categories inferiors. Les cròniques de l'època diuen que era un migcampista "molt valent", malgrat la seva edat.
Irastorza va haver d'esperar set mesos per al seu següent partit competitiu amb el primer equip, que finalment va arribar el 16 de setembre en un partit de la Copa Vasca contra l'Alavés. Va esdevenir titular habitual del Donostia a la lliga el 1935, jugant 14 partits entre gener i abril, el més destacat dels quals va ser la derrota per 7-1 contra el València a l'estadi de Mestalla el 24 de març de 1935, on Irastorza, de 16 anys, va jugar al costat del seu entrenador, Harry Lowe, de 48 anys, que es va convertir així en el jugador més gran de la Lliga aquell dia. La diferència d'edat entre ells era de 31 anys i 255 dies, que continua sent la diferència d'edat més gran entre parelles en la història de la Lliga. No obstant això, Irastorza era el que tenia més experiència entre els dos, ja que ja havia jugat més de 10 partits de lliga mentre Lowe feia el seu debut competitiu al futbol espanyol. De fet, l'aparició de Lowe al partit no va ser més que una emergència, ja que Donostia va anar a València amb només 11 homes i després un d'ells es va lesionar just abans del xiulet inicial, per la qual cosa Lowe es va veure obligat a incloure's a l'alineació.
Al final de la temporada 1934–35, el Donostia va descendir a la Segona Divisió, per la qual cosa Irastorza va abandonar el club, però no abans de debutar a la Copa del Rei contra el Real Unión en el partit d'anada de la cinquena ronda de la Copa del Presidente de la República de 1935 ; també va jugar el partit de tornada i un desempat en una derrota final. Va jugar a l'Osasuna fins que va esclatar la Guerra Civil Espanyola. Després, va continuar jugant-hi fins al seu retorn a la Real Societat la temporada 1941–42. Es va retirar la temporada següent jugant amb el Múrcia.
En total, Irastorza va jugar 33 partits amb la Reial Societat; 22 a la Lliga, 8 a la Copa Vasca i 3 a la Copa del Rei; però no va aconseguir marcar ni un sol gol. Va deixar el club amb un rècord de 9 victòries, 2 empats i 22 derrotes. Amb 15 anys i 288 dies, Irastorza continua sent el jugador més jove de la història de la Real Societat que ha jugat a la Lliga, i amb força diferència, ja que el jugador que més a prop va estar de batre aquest rècord, Ander Barrenetxea, va debutar amb 16 anys i 359 dies.